# WWE SuperCard
WWE SuperCard è un videogioco del 2014 per iOS e Android facente parte della serie di videogiochi WWE 2K, sviluppato da Cat Daddy Games e pubblicato da 2K Sports. È un gioco di carte collezionabili raffiguranti le superstar della WWE.

## Modalità di gioco

### Modalità
Il gioco propone diverse modalità: Wild, King of the Ring, Road to Glory, Ring Domination, Money in the Bank, Team Battleground, Royal Rumble e Women's Royal Rumble, Elimination Chamber e Women's Elimination Chamber, Last Man Standing, Over The Limit, Giants Unleashed, Team Roadblock, Clash of Champions, War Games, Code Breaker, Team Stomping Grounds e Survivor. La modalità People's Champion Challenge è stata ritirata dopo la stagione 2.
Il giocatore può scegliere di unirsi ad un team e, grazie ad esso, potrà giocare ad alcune modalità come Team Roadblock e Team Stomping Grounds.

## Accoglienza
Il gioco ha una media di 85/100 sul sito aggregatore di recensioni Metacritic sulla base di 7 recensioni professionali.

## Popolarità
A maggio del 2022 il gioco è stato scaricato più di 26 milioni di volte.